# Audan Kegen
Der Audan Kegen (kasachisch Кеген ауданы Kegen audany, russisch Кегенский район Kegenski rajon) ist ein Bezirk im Gebiet Almaty in Kasachstan.

## Geografie
Der Audan Kegen grenzt im Norden an den Audan Talghar, den Audan Jengbekschiqasaq und den Audan Uighyr und im Osten an den Audan Raiymbek. Im Süden grenzt er an den Oblus Yssykköl in Kirgisistan und im Westen an den Audan Qarassai.

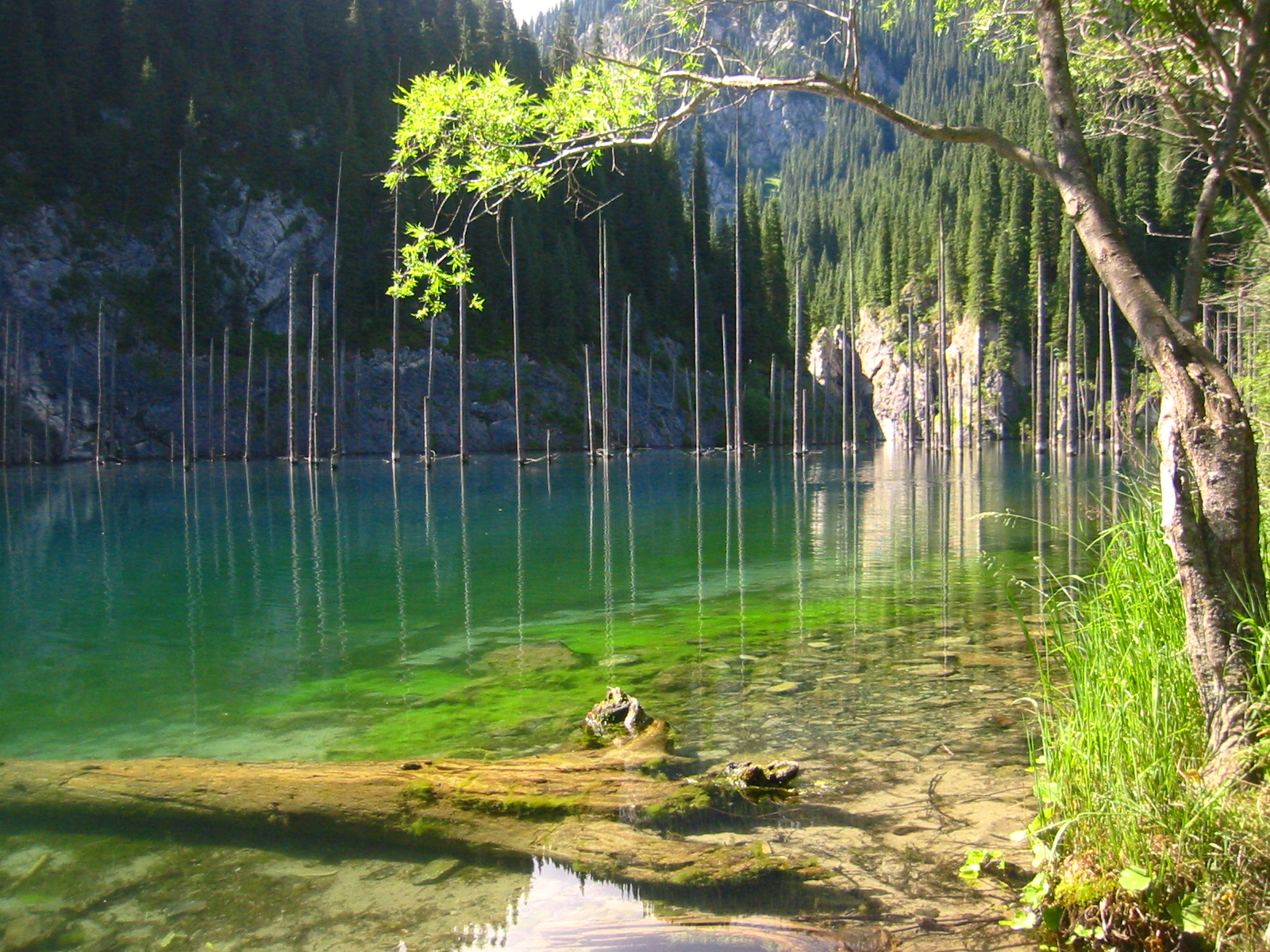
Der Kaindysee im Nationalpark Kolsai-Seen
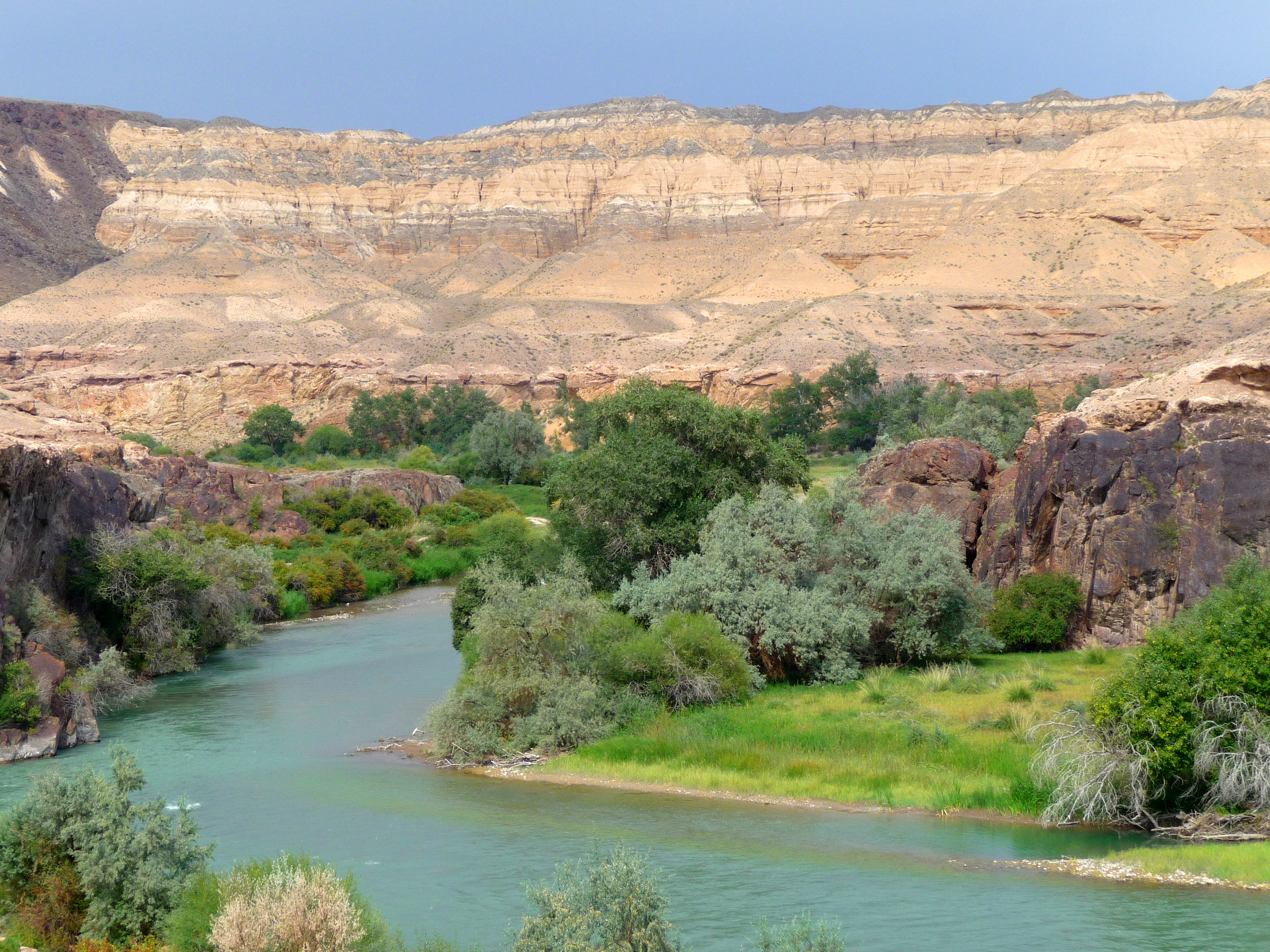
Tal des Scharyn im Scharyn-Nationalpark
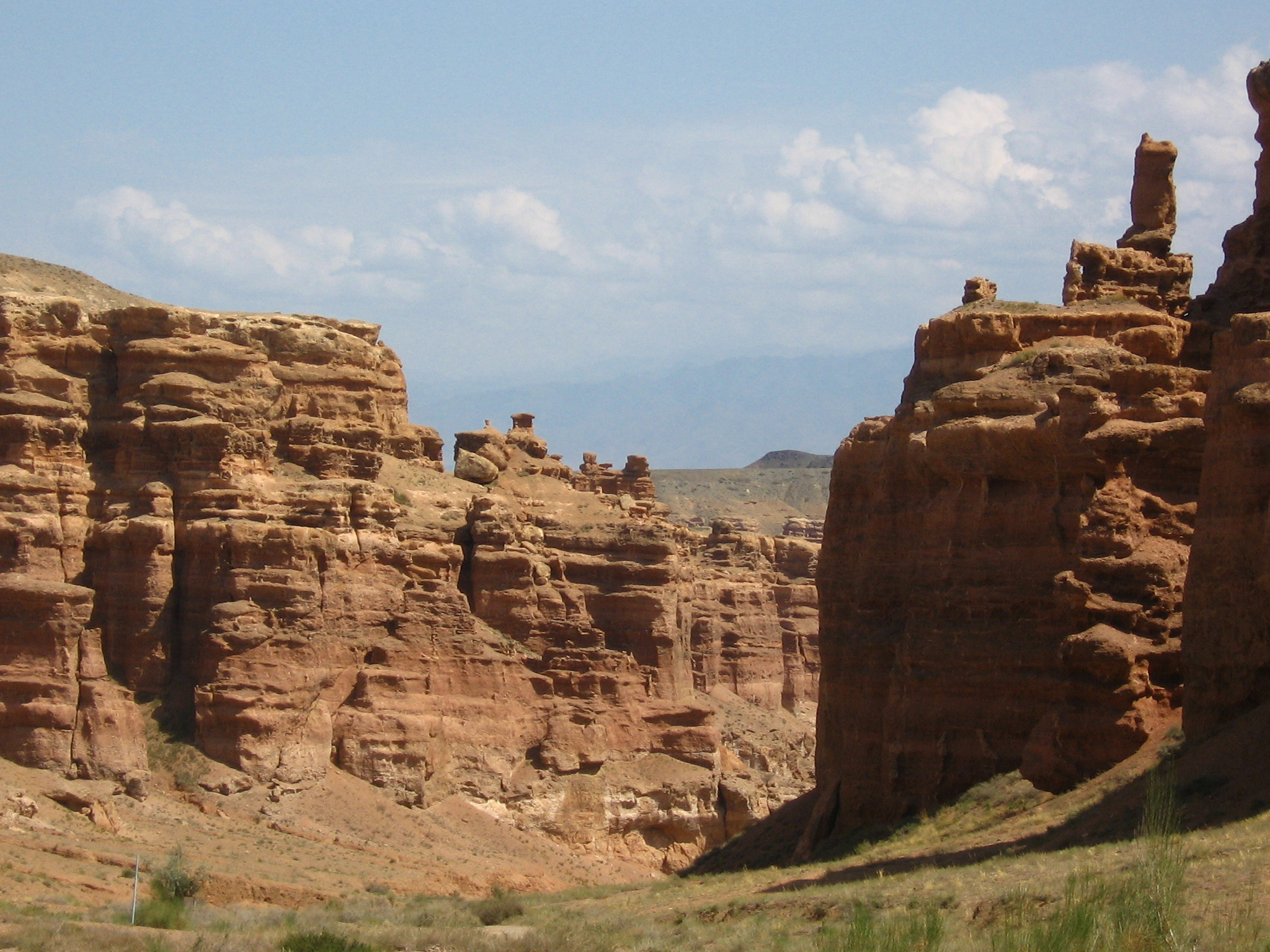
Felsformationen im Scharyn-Nationalpark

## Geschichte
Der Bezirk wurde am 17. Dezember 1930 aus Teilen des Rajon Enbekschi-Kasak und des aufgelösten Rajon Karkara gebildet; Verwaltungssitz wurde der Ort Kegen. 1935 wurden Teile des Bezirks dem neu gebildeten Rajon Uigur angegliedert. 1943 wurde der Sitz der Bezirksverwaltung in das Dorf Schalagasch verlegt. 1963 wurde Kegen erneut zum Verwaltungszentrum des Bezirks.
Nach der Unabhängigkeit Kasachstans von der Sowjetunion wurde der Audan Kegen im Zuge einer großen Gebietsreform am 23. Mai 1997 aufgelöst und sein Territorium dem Audan Raiymbek angegliedert. Am 2. April 2018 wurde der Bezirk wieder geteilt und der Audan Kegen erneut ein eigenständiger Bezirk.

## Bevölkerung
Bei der letzten Volkszählung 2021 lebten 29.003 Menschen im Audan Kegen. Die Fortschreibung der Bevölkerungszahl ergab zum 1. Januar 2025 eine Einwohnerzahl von 26.411.
| Einwohnerentwicklung               | Einwohnerentwicklung | Einwohnerentwicklung | Einwohnerentwicklung | Einwohnerentwicklung | Einwohnerentwicklung | Einwohnerentwicklung | Einwohnerentwicklung |
| 1939                               | 1959                 | 1970                 | 1979                 | 1989                 | 2021                 |                      |                      |
| ---------------------------------- | -------------------- | -------------------- | -------------------- | -------------------- | -------------------- | -------------------- | -------------------- |
| 13.766                             | 23.639               | 39.020               | 41.682               | 43.869               | 29.003               |                      |                      |
| Anmerkung: Volkszählungsergebnisse |                      |                      |                      |                      |                      |                      |                      |

## Verwaltungsgliederung
Der Audan Kegen ist in zwölf ländliche Bezirke (kasachisch Ауылдық округ Auyldyq okrug; russisch Сельский округ Selski okrug) gegliedert (Stand: 2021).
| Ländlicher Kreis | Einwohner | Einwohner | Orte                                                      |
| Ländlicher Kreis | 2009      | 2021      | Orte                                                      |
| ---------------- | --------- | --------- | --------------------------------------------------------- |
| Alghabas         | 1640      | 1090      | Alghabas, Schangatalap, Schingischke                      |
| Böleksas         | 1377      | 1012      | Böleksas                                                  |
| Kegen            | 9630      | 9087      | Kegen, Tümenbai                                           |
| Qarabulaq        | 3188      | 2062      | Aqai Nüssipbekow, Qarabulaq                               |
| Qarqara          | 2361      | 1819      | Jereuil, Myngschylqy, Qarqara                             |
| Saty             | 1648      | 1230      | Qurmeti, Saty                                             |
| Schalangasch     | 5470      | 4266      | Schalangasch, Schaidaqbulaq, Toghysbulaq                  |
| Schylyssai       | 2176      | 1717      | Moinaq, Schybyschy, Schylyssai                            |
| Schyrghanaq      | 3131      | 2067      | Kengsu, Kökpijas, Qarqara, Qysylschar, Schyrghanaq, Taldy |
| Tassaschy        | 1677      | 1094      | Aqtasty, Tassaschy, Saryköl, Schangatassaschy             |
| Tujyq            | 1296      | 1008      | Tujyq                                                     |
| Usynbulaq        | 3157      | 2551      | Aqsai, Schalauly, Usynbulaq                               |